# Persipão

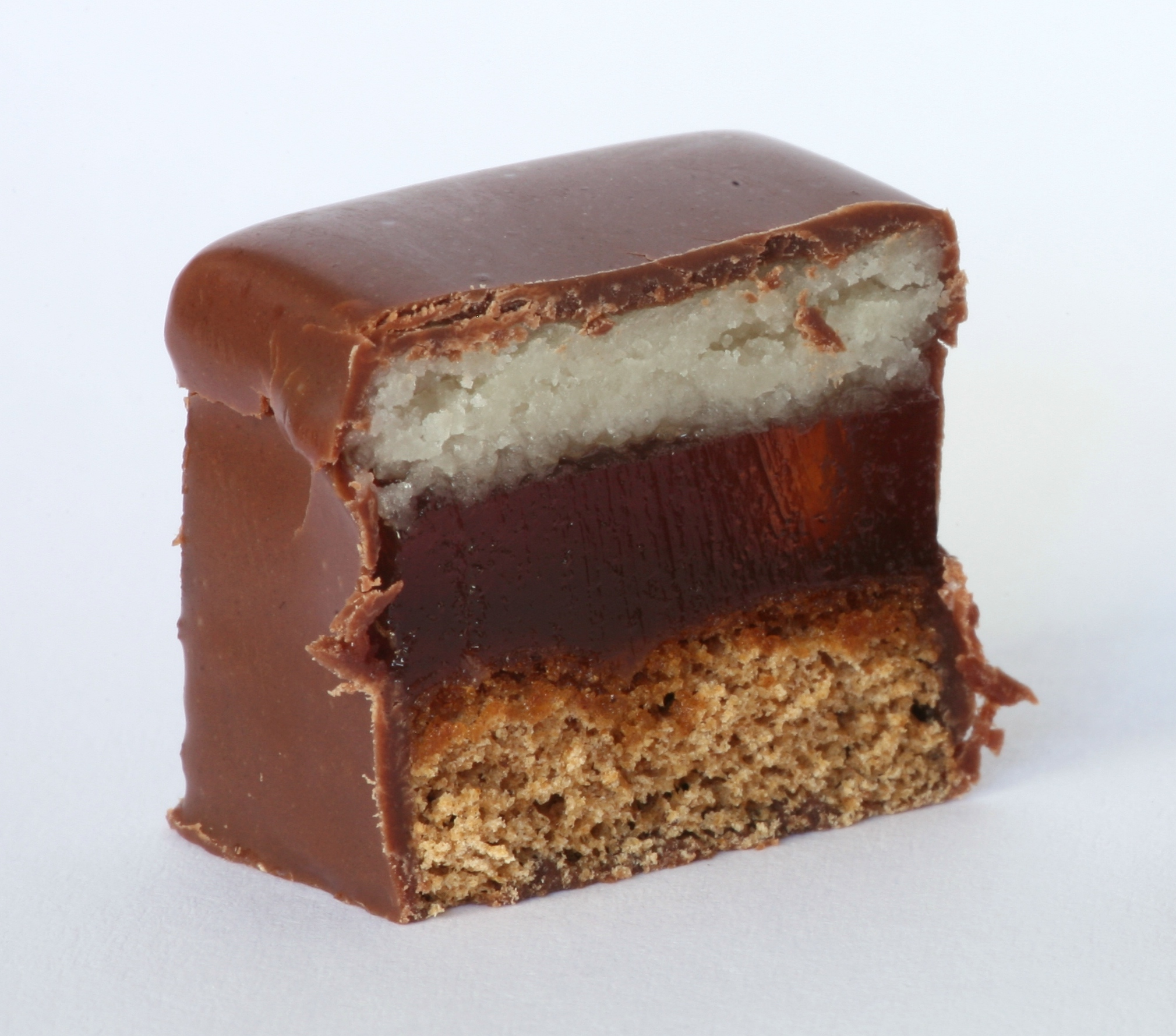
Persipão (camada superior) no interior de um Dominostein, um doce alemão

Persipão é um tipo de pasta utilizada na confeitaria, geralmente como substituto para a pasta de amêndoas.
A preparação do persipão é bastante similar à da pasta de amêndoas original; mas, no lugar das amêndoas, são utilizados caroços moídos de pêssegos, damascos ou feijão-branco cozido e triturado. Os outros ingredientes utilizados na receita são açúcar, raspas de limão, ovos e, em alguns casos, amido de milho, essência de amêndoas, xaropes e/ou óleos vegetais. Pela natureza dos ingredientes, a pasta costuma ser bem mais pegajosa do que a pasta de amêndoas.
Os caroços de damasco e pêssego são ricos em amigdalina, uma substância que pode causar intoxicação por cianeto. Portanto, precisam de passar por um processo de lavagem química antes de serem utilizados na preparação da receita. No caso dos feijões, os grãos precisam de ser bem cozidos devido à grande concentração da lectina fitohemaglutinina.
Na Alemanha, há a obrigação legal de fazer constar expressamente nas embalagens dos produtos que contenham persipão, a fim de evitar confusão com produtos com maçapão. 
Basta um teste simples, que envolve o uso de iodo, que indica a presença de alimentos ricos em amido, para distinguir uma pasta da outra.